# 布里泰
49°3′23″N 36°30′1″E / 49.05639°N 36.50028°E
布里泰（烏克蘭語：Бритай）是位於烏克蘭東部的村莊，由哈爾科夫州洛佐瓦區的洛佐瓦市鎮負責管轄。該村距離伊萬尼夫卡1公里，始建於1864年，面積0.65平方公里，海拔高度93米，2001年人口201。